# Bags & Trane
Bags & Trane ist ein Jazzalbum der Musiker Milt Jackson und John Coltrane, das im Jahr 1961 bei Atlantic Records veröffentlicht wurde. Neben den beiden spielen Hank Jones, Paul Chambers und Connie Kay. Produzent des Albums war Nesuhi Ertegün.
Das Album, das die einzig bekannte Zusammenarbeit von Coltrane und Jackson darstellt, wurde am 15. Januar 1959 aufgenommen. Auf der CD-Ausgabe finden sich noch einige weitere Titel, die während der gleichen Aufnahmesitzung eingespielt, aber erst 1970 auf dem Album The Coltrane Legacy veröffentlicht wurden. Sie waren zunächst nicht auf das Album Bags & Trane gelangt, „weil sie zwar solide Swing-Blues- und Balladen-Nummern waren, im Vergleich zu den übrigen Aufnahmen aber von der Konzentration und Intensität ein wenig abfielen“.

## Wirkung
„Alleine schon wegen der großen Namen könnte sich dieses Album verkaufen“, hieß es 1961 im Fachmagazin Billboard. Die beiden Stars des Jazz harmonierten, obwohl Coltranes Ansatz moderner war als der von Jackson, auf der sehr lyrischen Platte gut miteinander. Anders als Jackson, brachte Coltrane keine eigenen Kompositionen ein. In der Zeitschrift Down Beat erhielt das Album nur 3½ (von 5 möglichen) Punkten. Dagegen vergab AllMusic die Höchstzahl von 5 möglichen Punkten.

## Titelliste
1. Bags & Trane (Milt Jackson) – 7:25
2. Three Little Words (Bert Kalmar, Harry Ruby) – 7:29
3. The Night We Called It a Day (Tom Adair, Matt Dennis) – 4:22
4. Be-Bop (Dizzy Gillespie) – 8:00
5. The Late Late Blues (Milt Jackson) – 9:35

### CD-Ausgabe
1. Stairway to the Stars (Malneck, Parish, Signorelli) – 3:32
2. The Late Late Blues – 9:35
3. Bags & Trane – 7:25
4. Three Little Words – 7:29
5. The Night We Called It a Day – 4:22
6. Be-Bop – 8:00
7. Blues Legacy (Jackson) – 9:04
8. Centerpiece (Edison, Tennyson) – 7:06